# Regentenstraße 115 (Mönchengladbach)

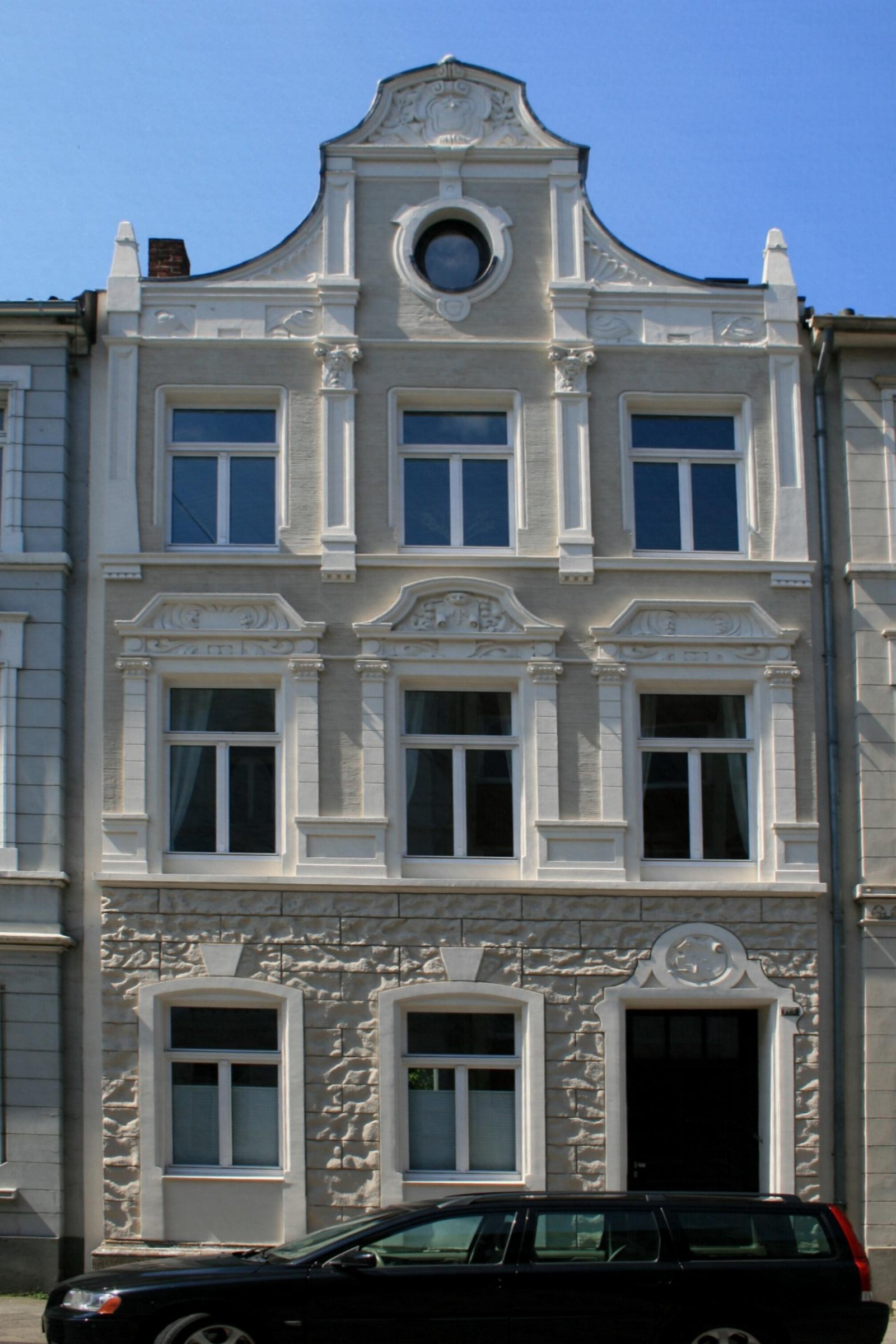
Wohnhaus (2010)

Das Wohnhaus Regentenstraße 115 steht im Stadtteil Eicken in Mönchengladbach (Nordrhein-Westfalen).
Das Gebäude wurde um die Jahrhundertwende erbaut. Es wurde unter Nr. R 057 am 17. Mai  1989 in die Denkmalliste der Stadt Mönchengladbach eingetragen.

## Lage
Das Gebäude liegt an der Nordseite der Regentenstraße in Eicken in einer historischen Baugruppe ähnlicher Häuser. 

## Architektur
Bei dem Haus handelt es sich um ein traufenständiges, dreigeschossiges, dreiachsiges Gebäude. Das um die Jahrhundertwende erbaut Haus dürfte wohl ein hochgradig seltenes, wenn nicht das einzige Beispiel in Mönchengladbach sein, das in seiner Fassade Häuser der niederländischen Seestädte des 17. und 18. Jahrhunderts imitiert. Darüber hinaus ist das Gebäude Teil eines umfangreichen Ensembles.